# تلوار (سيف)
التلوار هو نوع من أنواع السيف المنحني من شبه القارة الهندية.

## التسمية
كلمة تلوار من الكلمة السنسكريتية تارافاري ( بالسنسكريتية: तरवारि ) والتي تعني "سيف ذو حدين".  وتعني سيف في العديد من اللغات مثل الهندوستانية ( الهندية والأردية )، والنيبالية، والمراثية، والكجراتية، والبنجابية، كما تكتب تولوار  (talōẏāra ) في البنغالية.

## التاريخ
ينتمي التلوار إلى عائلة السيوف المنحنية مثل الشمشير الفارسي، والقلج التركي، والسيف العربي، والبولوار الأفغاني، التي جرى  تطويرها في آسيا الوسطى التركية. يتميز التلوار بمقبض هندي إسلامي مميز مصنوع بالكامل من المعدن، وقد جرى تطويره في غرب الهند في العصور الوسطى.  أدى النفوذ المتزايد في الهند للسلالات التركية الأفغانية، والتركية المغولية في أواخر العصور الوسطى، إلى زيادة استخدام السيوف المنحنية. وبحلول العصر المغولي، أصبح التلوار الشكل الأكثر شعبية للسيف في شبه القارة الهندية. كان التلوار نتاج مزج النصل المنحني المشتق من السيوف التركية المغولية والفارسية والمقبض الهندي الإسلامي المعدني. 

## الوصف

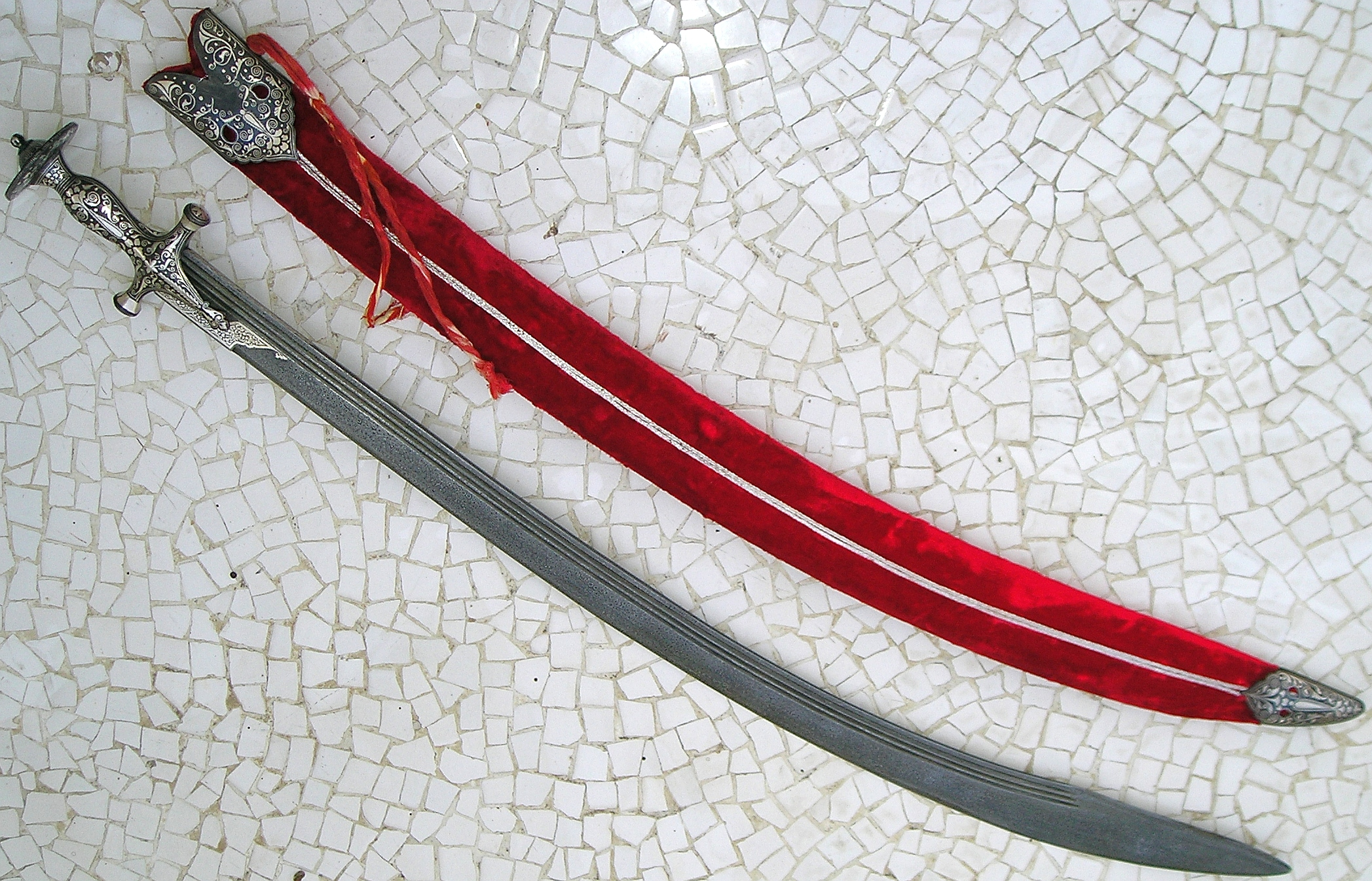
تلوار بشفرة ووتز وزخرفة كوفتغاري فضية للمقبض والشفرة. لاحظ اتساع النصل بالقرب من الطرف.

أُنتج التلوار بأنواع مختلفة، بدءًا من تلك ذات الأطراف المزدوجة ( المشابهة لسيف ذو الفقار ) إلى تلك ذات الشفرات الضخمة (التي تسمى أحيانًا تيغا - غالبًا ما تعتبر سيوف للجلادين). تُظهر العديد من أمثلة التلوار انحناءًا متزايدًا في طرف النصل، مقارنةً بالانحناء الأقرب إلى المقبض. ومن الشائع أيضًا نسبيًا اتساع الشفرة بالقرب من الطرف إلى الجزء الخلفي من الشفرة. ويشبه شكل الشفرة سيف الفرسان الخفيف البريطاني (نمط 1796). يقال أن التلوار ربما يكون قد ساهم في تصميم السيف البريطاني. 
التلوار النموذجي له نصل أعرض من الشمشير. مقبض التلوار الشائع، هو من النوع الهندي الإسلامي، وغالبًا ما يطلق عليه "مقبض القرص". عادةً ما يكون المقبض مصنوعًا بالكامل من الحديد، على الرغم من العثور على مقابض نحاسية وفضية.  غالبًا ما تظهر الاشكال المزخرفة للتلوار زخارف مطلية بالفضة أو الذهب في شكل يسمى كوفتغاري.  يمكن أن تحتوي التلوار ذات المكانة الأميرية على مقابض من الذهب، مرصعة بغزارة بالأحجار الكريمة، أحدها محفوظ في مخزن أسلحة قصر بارودا، ومزين بـ 275 ماسة وزمرد.

## الاستخدام
استخدم التلوارَ سلاح الفرسان والمشاة، فعندما يوجه محاربٌ ماهرٌ ضربةً يمكن بتر الأطراف وقطع رؤوس الأشخاص.

## معرض الصور

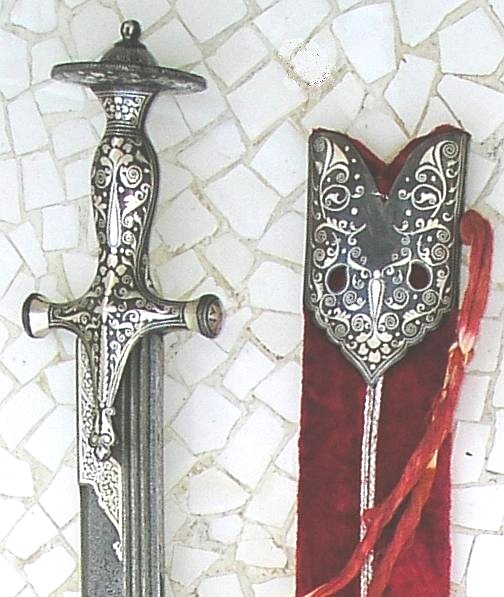
مقبض تلوار دون قوس مفصلي، مزين بزخرفة كُفتغاري فضية واسعة النطاق.
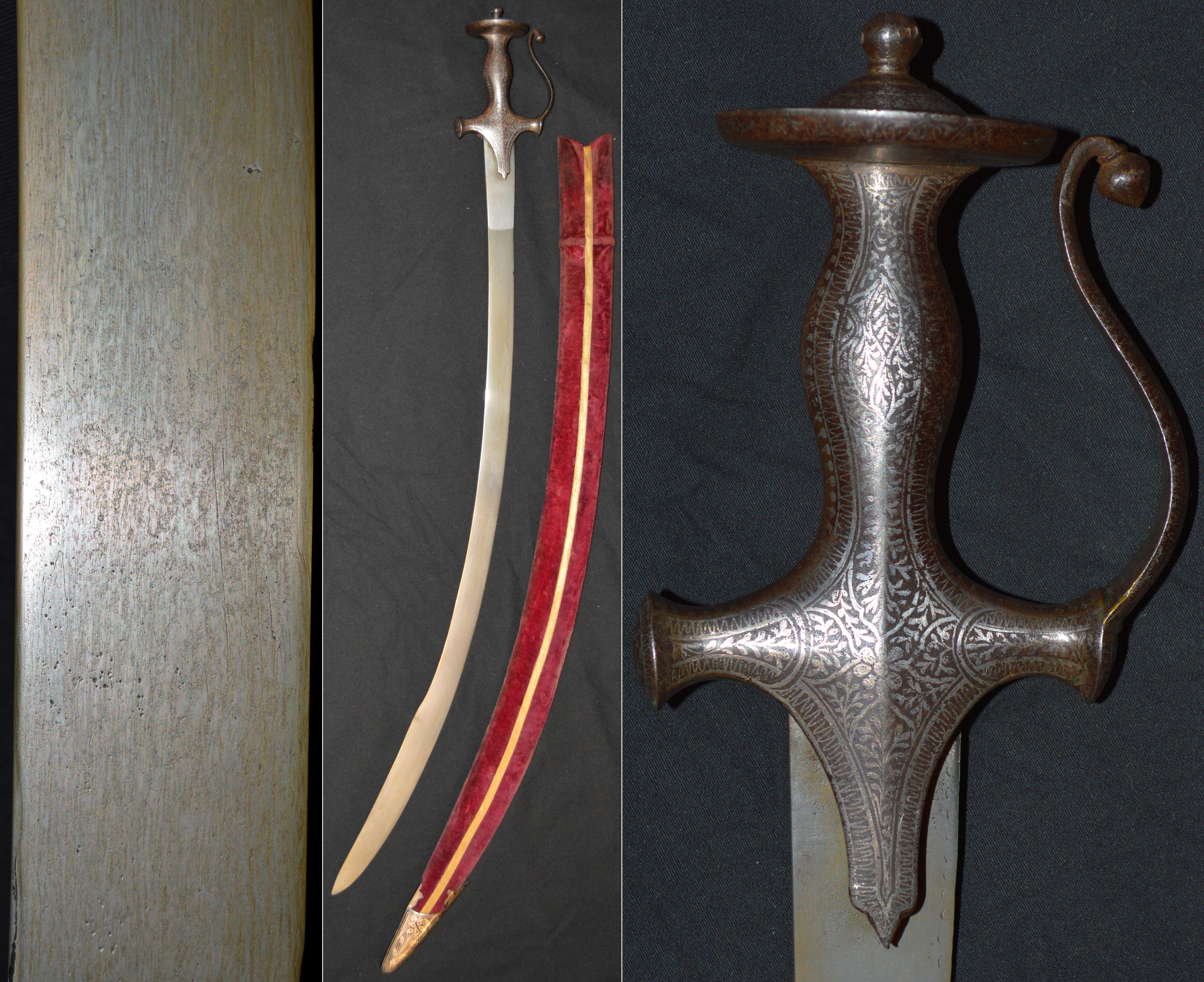
مقبض تلوار بقوس مفصلي، القرن التاسع عشر، زخرفة كُفتغاري فضية، شفرة فولاذية دمشقية.
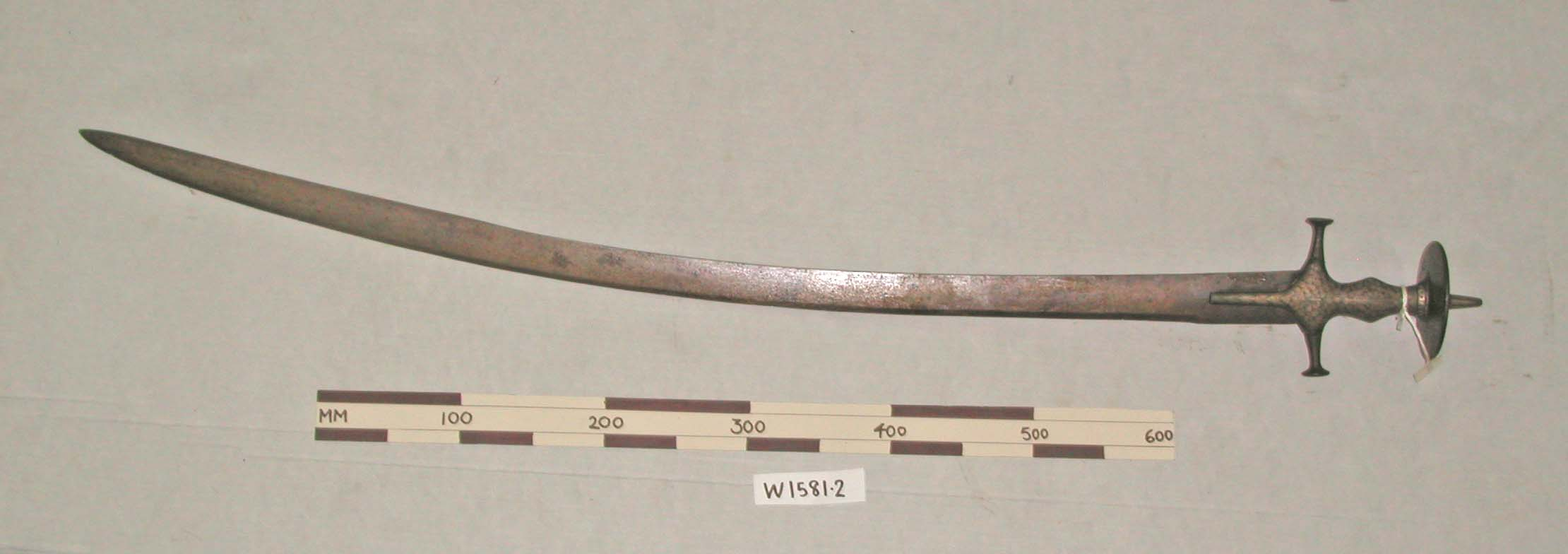
تلوار نموذجي بشفرة سيف عادية
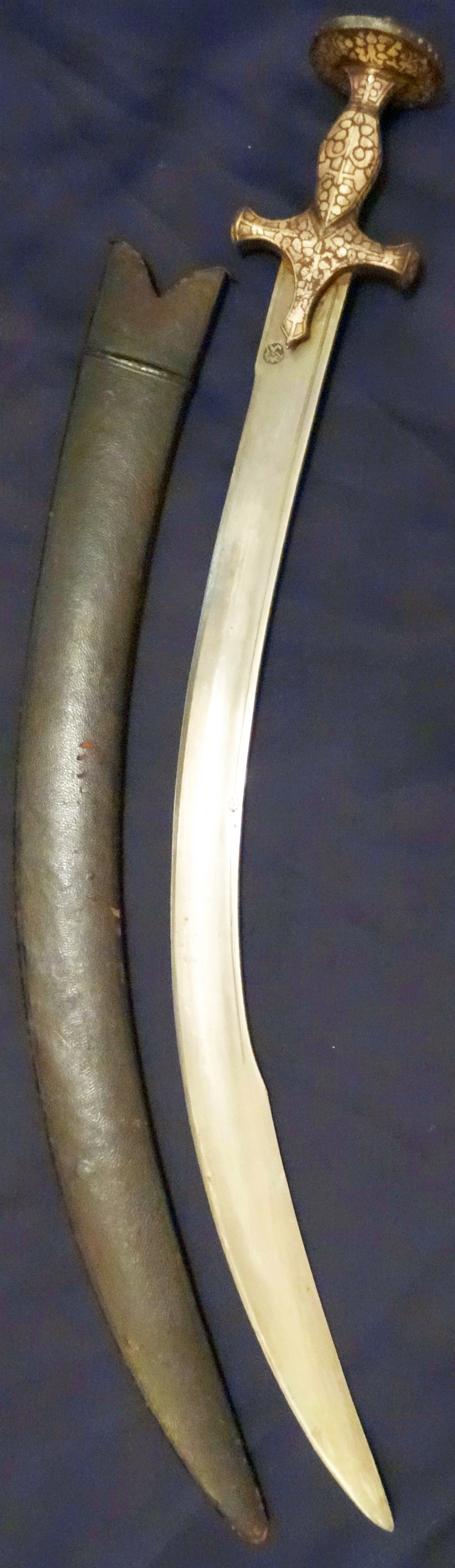
تلوار، القرن التاسع عشر، شفرة بطول 23 بوصة، مقبض فولاذي على الطراز النموذجي مزين بدقة بترصيع الكُفتغاري الفضي.

## أنظر أيضا
- فرنجي
- خاندا
- قلج
- بولوار
- ياتاجان
- شاشكا
- سيف مغولي تركي
- استوك
- ليويداو
- سيف يماني